# Xantre

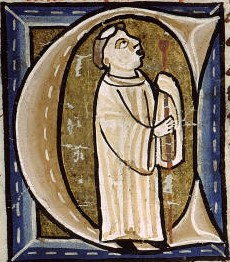
Xantre amb el bastó cantoral

El xantre o cabiscol, dins de l'Església catòlica, és el nom d'una dignitat eclesiàstica donada dins d'alguns capítols de col·legiates. És un càrrec que designava al mestre cantor o del cor en els temples principals, especialment en les catedrals. En alguns llocs, aquest terme feia igualment referència al sotsxantre que regia el cor governant el cant pla.
Aquest càrrec també existia dins d'alguns monestirs, encarregant-se a més d'organitzar les processions dels clergues i conservar els llibres en absència de bibliotecari. Havia de vestir amb capa i indumentària especial i portar la batuta o bastó cantoral de mestre durant el compliment de les seves funcions. El seu equivalent a la sinagoga seria el hazan.
Aquesta dignitat eclesial, que ocupava el quart lloc després del degà, de l'arxipreste i de l'ardiaca, està en desús i sense ofici determinat des del Concordat de 1851.

## Origen del nom

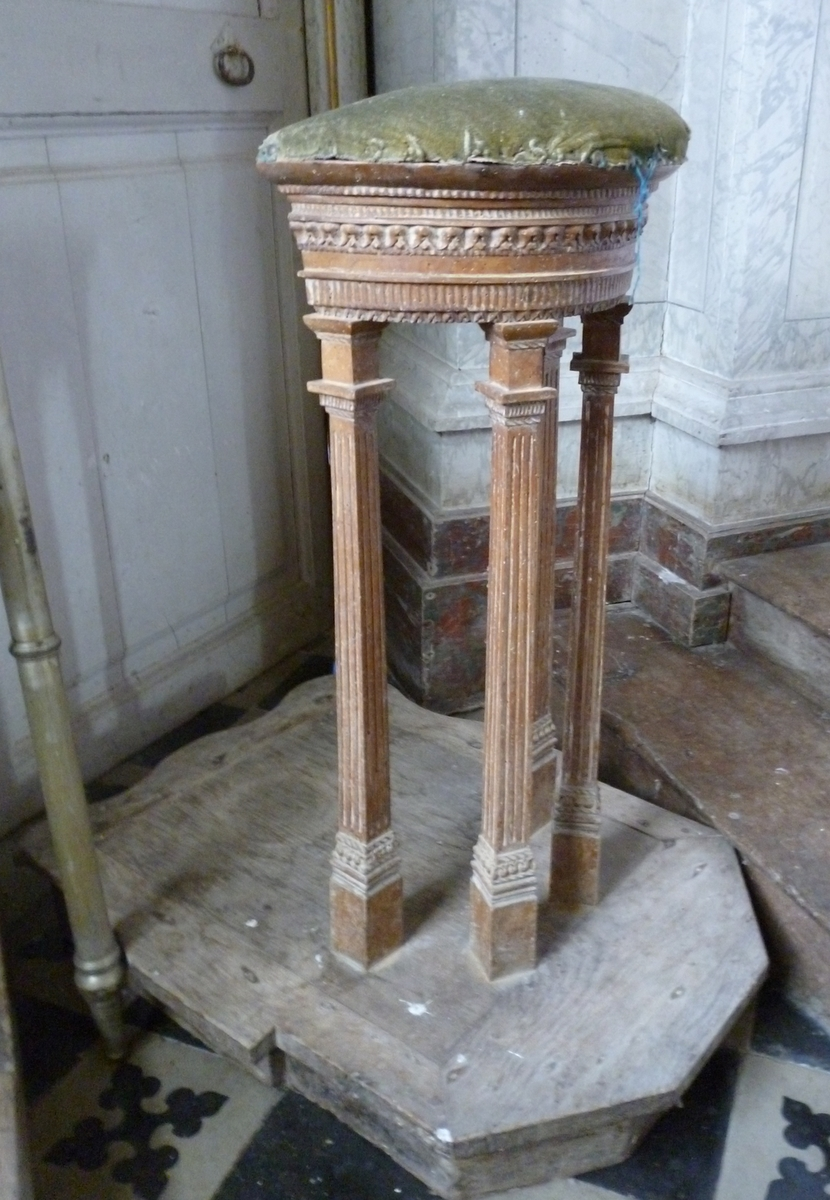
Tamboret de xantre

El nom xantre prové del francès «chanteur», que es traduiria com a «cantor». La primera aparició del terme en castellà és recollida en la Primera de les Siete Partidas d'Alfons X el Savi:
| « | «chantre tanto quiere decir como cantor, et pertenesce á su oficio de comenzar los responsos, et los himnos et los otros cantos que hobieren á cantar también en las procesiones que fecieren como en el coro» | » |

### Sotsxantre
El Sotsxantre (prové de "Sota" sota i "xantre") o sotscabiscol seria el següent càrrec per sota del xantre i aquest últim seria el responsable de triar-lo, nomenar-lo i remunerar-lo.
A més de com a auxiliar del xantre, solia encarregar-se de l'ensenyament del cant a nens i capellans.

## Origen de la dignitat
Els canonistes no convenen sobre el seu origen. Uns la confonen amb la de primicier i uns altres presumeixen que el cabiscol era antigament un individu del capítol que cuidava dels ornaments i vestits sacerdotals i dels ministres de l'altar, segons l'opinió dels benedictins.
Sant Gregori el Gran li atribueix una espècie de jurisdicció en el cor a fi de vetllar perquè es guardi la major decència en el servei diví. També sembla que tenia dret d'imposar penes als clergues que cometien alguna falta i denunciar-los al bisbe si no mudaven de conducta. Com el dret que tenen les dignitats s'arregla pel costum particular dels capítols, no es poden determinar exactament els diversos privilegis que gaudeixen els cabiscols a les esglésies on n'hi ha. Diversos canonistes afirmen que les seves funcions eren en l'antic les de recollir els imposts personals, però en el dia d'avui ja no tenen atribucions semblants.